# Rock Quality Designation
Il Rock Quality Designation (RQD) è una classificazione geotecnica delle rocce sviluppata nel 1964 da D. U. Deere. La classificazione è basata sulla percentuale di frammenti di lunghezza maggiore di 10 cm recuperati in ogni manovra di un carotaggio. La classificazione è stata inizialmente introdotta e sviluppata per essere usata in carote del diametro interno di 54.7 mm (NX). Questa classificazione è stata usata come indice di qualità delle rocce per lo scavo di tunnel, in quanto identifica molto bene le zone di bassa qualità.  
Oggi la classificazione RQD viene usata come parametro in classificazioni maggiori (RMR Q-system).

## Definition
L'RQD è definita dal quoziente:
{\displaystyle RQD={\frac {(A)}{ltot}}} *100%
{\displaystyle (A)} = Somma delle lunghezze dei campioni maggiori di 10 cm
{\displaystyle ltot} = lunghezza totale della manovra di carotaggio

## Tabella di classificazione
Dal RQD ottenuto, possiamo classificare la roccia come:
| RQD     | Qualità della roccia |
| ------- | -------------------- |
| <25%    | Molto scarsa         |
| 25-50%  | Scarsa               |
| 50-75%  | Discreta             |
| 75-90%  | Buona                |
| 90-100% | Eccellente           |